# Springer-/Werfer-Länderkampf der Frauen 1989 Großbritannien – BR Deutschland
| 7. Leichtathletik-Länderkampf mit bundesdeutscher Beteiligung 1989    | 7. Leichtathletik-Länderkampf mit bundesdeutscher Beteiligung 1989 |
| --------------------------------------------------------------------- | ------------------------------------------------------------------ |
|                                                                       |                                                                    |
| Springer-/Werfer-Vergleich der Frauen Großbritannien – BR Deutschland |                                                                    |
| Austragungsort                                                        | London                                                             |
| Wettbewerbe                                                           | 5                                                                  |
| Datum                                                                 | 28. Juni                                                           |
| 1. GBR 2. FRG                                                         | 31 Punkte 24 Punkte                                                |
| Chronik                                                               |                                                                    |
| ← FRA-FRG-GDR-GBR-ITA- 00SWE-ESP Geher (F)                            | FRG-KEN Läufer (M) →                                               |

Der siebte Vergleich des Länderkampfjahres 1989 war ein Wettkampf für die leichtathletischen Teilbereiche Sprung und Wurf. Am 28. Juni traten dazu die bundesdeutschen Frauen in London gegen Großbritannien an. Die Männer waren hier nicht beteiligt, die Begegnung blieb den Frauen vorbehalten. Im Vorjahr hatte es ein ähnliches Aufeinandertreffen gegeben, an dem darüber hinaus auch der Hürdenlauf mit einbezogen war. Das damalige Aufeinandertreffen hatte in Birmingham mit einem Remis geendet. Den diesjährigen Wettbewerb in London bestritt das bundesdeutsche Team mit Athletinnen aus der zweiten Reihe.

## Modus
Ausgetragen wurden die fünf Wettbewerbe des damaligen olympischen Frauenprogramms. Jedes Team trat mit zwei Teilnehmerinnen pro Disziplin an, die alle gewertet wurden. Die Punkte wurden nach dem Standardsystem vergeben.

## Ergebnis
Von den einzelnen Disziplinen konnten die bundesdeutschen Vertreterinnen nur den Hochsprung für sich entscheiden, alle anderen Wettbewerbe gingen an Großbritannien. So stand für die bundesdeutschen Athletinnen am Ende mit 24 zu 31 Punkten ihre dritte und letzte Niederlage in diesem Jahr zu Buche.

## Einzelresultate

### Hochsprung
| Platz | Athletin         | Land | Höhe (m) |
| ----- | ---------------- | ---- | -------- |
| 1     | Marion Goldkamp  | FRG  | 1,89     |
| 2     | Janet Boyle      | GBR  | 1,87     |
| 3     | Birgit Kähler    | FRG  | 1,84     |
| 4     | Sharon Hutchings | GBR  | 1,84     |

### Weitsprung
| Platz | Athletin          | Land | Weite (m) |
| ----- | ----------------- | ---- | --------- |
| 1     | Kim Hagger        | GBR  | 6,43      |
| 2     | Susanne Diesing   | FRG  | 6,19      |
| 3     | Katrin Bartschat  | FRG  | 5,97      |
| 4     | Sandra Willoughby | GBR  | 5,94      |

### Kugelstoßen
| Platz | Athletin      | Land | Weite (m) |
| ----- | ------------- | ---- | --------- |
| 1     | Judy Oakes    | GBR  | 18,78     |
| 2     | Myrtle Augee  | GBR  | 18,21     |
| 3     | Katja Weiser  | FRG  | 17,70     |
| 4     | Birgit Petsch | FRG  | 17,02     |

### Diskuswurf
| Platz | Athletin         | Land | Weite (m) |
| ----- | ---------------- | ---- | --------- |
| 1     | Jackie McKernan  | GBR  | 54,60     |
| 2     | Agnes Deselaers  | FRG  | 54,04     |
| 3     | Silke Hachenberg | FRG  | 51,74     |
| 4     | Sandra Pugh      | GBR  | 49,88     |

### Speerwurf
| Platz | Athletin        | Land | Weite (m) |
| ----- | --------------- | ---- | --------- |
| 1     | Tessa Sanderson | GBR  | 61,34     |
| 2     | Margot Kruber   | FRG  | 55,40     |
| 3     | Sharon Gibson   | GBR  | 54,82     |
| 4     | Rita Knoll      | FRG  | 52,88     |